# Ewa Antonina Czyż
Ewa Antonina Czyż – polska agronom, dr hab. nauk rolniczych, profesor Instytutu Nauk Rolniczych, Ochrony i Kształtowania Środowiska, Kolegium Nauk Przyrodniczych Uniwersytetu Rzeszowskiego.

## Życiorys
15 maja 1990 obroniła pracę doktorską Rola czynników wodnych i nawożenia w kształtowaniu właściwości gleb modelowych pod roślinami w płodozmianie, 25 czerwca 2001 habilitowała się na podstawie pracy zatytułowanej Uwilgotnienie gleb i zużycie wody przez rośliny w zależności od wybranych czynników agrotechnicznych. 17 maja 2006 uzyskała tytuł profesora nauk rolniczych. Została zatrudniona na stanowisku profesora zwyczajnego w Katedrze Gleboznawstwa, Chemii Środowiska i Hydrologii na Wydziale Biologicznym i Rolniczym Uniwersytetu Rzeszowskiego, oraz w Instytucie Uprawy Nawożenia i Gleboznawstwa - Państwowego Instytutu Badawczego.
Jest profesorem w Instytucie Nauk Rolniczych, Ochrony i Kształtowania Środowiska, Kolegium Nauk Przyrodniczych Uniwersytetu Rzeszowskiego.

## Odznaczenia
- Złoty Krzyż Zasługi (2019)[4]